# جنيفر دياز
جنيفر دياز (بالبرتغالية: Jennifer Dias‏) هي مغنية فرنسية، ولدت في 1985 في الرأس الأخضر.

## روابط خارجية
- جنيفر دياز على موقع أول ميوزيك (الإنجليزية)